# Brima Kamara
Pour les articles homonymes, voir Kamara.
Brima Kamara (né le 5 mai 1972 au Sierra Leone) est un footballeur international sierraléonais, qui évolue au poste de gardien de but.

## Biographie

### Carrière en sélection
Avec l'équipe de Sierra Leone, il figure dans le groupe des sélectionnés lors des Coupes d'Afrique des nations de 1994 et de 1996.
Il participe également avec cette équipe aux qualifications pour la coupe du monde 1998.